# Safe Superintelligence
Safe Superintelligence Inc. (ou SSI Inc.) est une entreprise américaine d'intelligence artificielle (IA) fondée par Ilya Sutskever (ancien scientifique en chef d'OpenAI), Daniel Gross (ancien directeur d'Apple AI) et Daniel Levy (investisseur et chercheur en IA). La mission de l'entreprise est de se concentrer sur le développement sécurisé d'une superintelligence, un agent doté d'une intelligence surhumaine,,,.

## Histoire
Le 15 mai 2024, Ilya Sutskever quitte OpenAI, l'entreprise qu'il a cofondée, après un conflit au sein du conseil d'administration où il a voté pour le licenciement de Sam Altman en raison de préoccupations concernant la communication et la confiance,. Sutskever et d’autres pensaient également qu’OpenAI négligeait son objectif initial, la sécurité, au profit de la recherche d’opportunités de commercialisation,.
Le 19 juin 2024, Sutskever a annoncé sur X qu'il créait SSI Inc, dans le but de développer une IA superintelligente sans danger, aux côtés de Daniel Levy et Daniel Gross,. La société, composée d'une petite équipe, est répartie entre Palo Alto, en Californie et Tel Aviv, en Israël.
En septembre 2024, SSI a révélé avoir levé 1 milliard de dollars auprès de sociétés de capital-risque, notamment SV Angel, DST Global, Sequoia Capital et Andreessen Horowitz. L’argent est dédié à l'augmentation de la puissance de calcul et à l'embauche de spécialistes du domaine. Cette levée de fonds valorise l'entreprise à 5 milliards de dollars.
En mars 2025, SSI a atteint une valorisation de 30 milliards de dollars, six fois sa précédente valorisation de 5 milliards de dollars en septembre 2024. Bien que la société n'ait pas encore généré de revenus et qu'elle n'ait qu'une vingtaine d'employés, elle a suscité un intérêt important de la part des investisseurs, en grande partie grâce à la réputation du cofondateur Ilya Sutskever et à l'accent mis sur le développement d'une superintelligence sûre,.